# Campeonato Maranhense de Futebol de 1990
O Campeonato Maranhense de Futebol de 1990 foi a 69º edição da divisão principal do campeonato estadual do Maranhão. O campeão foi o Sampaio Corrêa que conquistou seu 22º título na história da competição. O artilheiro do campeonato foi Bacabal, jogador do Sampaio Corrêa, com 19 gols marcados.

## Premiação
| Campeonato Maranhense de 1990       |
| São Luís                            |
| ----------------------------------- |
| Sampaio Corrêa Campeão (22º título) |